# Neopallasia pectinata
Neopallasia pectinata là một loài thực vật có hoa trong họ Cúc. Loài này được (Pall.) Poljakov mô tả khoa học đầu tiên năm 1955.